# Bành Châu, Thành Đô
Bành Châu (彭州市, Hán Việt: Bành Châu thị) là một thành phố cấp huyện thuộc thành phố Thành Đô, Cộng hoà Nhân dân Trung Hoa. Thành phố này nằm cách trung tâm Thành Đô 36 km, có diện tích 1420 km², dân số 770.000 người.

## Hành chính
Bành Châu có các đơn vị hành chính gồm 20 trấn sau: Thiên Bành, Long Môn Sơn, Tân Hưng, Lệ Xuân, Cửu Xích, Mông Dương, Thông Tể, Đan Cảnh Sơn, Long Phong, Ngao Bình, Từ Phong, Quế Hoa, Quân Nhạc, Tam Giới, Tiểu Ngư Động, Hồm Nham, Thăng Bình, Bạch Lộc, Cát Tiên Sơn, Trí Hoà.